# Fédération française de cuniculiculture
Pour les articles homonymes, voir FFC.
La fédération française de cuniculiculture (FFC) est une association créée en 1961 et qui regroupe les éleveurs de lapins français. Son but est de promouvoir la sélection des lapins de race et la recherche dans le domaine de la cuniculture (ou cuniculiculture), et de vulgariser de nouvelles méthodes d'élevage auprès des éleveurs.